# Vágsfjørður
.
Vágsfjørður er den næstlængste fjord på Suðuroy på Færøerne. Fjorden ligger på øens sydøstkyst. På vej ind i fjorden ligger først bygden Porkeri, mellem Porkeri og Vágur ligger den lille bygd Nes. På den sydlige del af fjorden ligger Lopransfjørður med bygden Lopra. Øst for Lopra og lige overfor Nes ligger bygden Akrar. Inderst i fjorden ligger Vágur. På sydsiden af fjorden ligger Lopransfjørður med bygden Lopra.
På den nordlige side af Vágsfjörður iigger den 10-15 meter dybe Vágur Havn. Havnen har flere fiskerivirksomheder. På den anden side af fjorden, på den sydlige arm, ligger Oyrarnar, hvor der er et kraftværk, en maskinfabrik, en losseplads og en svømmehal. Hallen opvarmes af spildvarmen fra kraftværket, som ellers løber ud i fjorden. Mellem fjorden og Vágseiði er der en sø, der hedder Vatnið.

## Galleri
- Vágsfjørður og søen Vatnið
- Kraftværket Vágsverkið
- Havnen og Vágsfjørður
- Vágsfjørður, Lopransfjørður, Lopra og Beinisvørð

61°28′N 6°46′V / 61.46°N 6.77°V